# Bjørnsholm Bugt
Bjørnsholm Bugt är en vik i Danmark. Den ligger i den nordvästra delen av landet. Viken har anslut till Limfjorden och Løgstør Bredning.